# Le Kiosque
Pour plus de détails, voir Fiche technique et Distribution.
Le Kiosque est un film français réalisé par Alexandra Pianelli et sorti en 2021.

## Fiche technique
- Titre : Le Kiosque
- Réalisation : Alexandra Pianelli
- Scénario : Alexandra Pianelli
- Photographie : Alexandra Pianelli et Margaux Vendassi
- Son : Alexandra Pianelli
- Montage : Léa Chatauret
- Musique : Olaf Hund
- Production : Les Films de l'œil sauvage
- Distribution : Les Alchimistes
- Pays :  France
- Durée : 78 minutes
- Date de sortie : France - 6 octobre 2021

## Récompenses
- Mention spéciale du jury au Festival international de films de femmes de Créteil 2020
- Grand prix du jury ex æquo au Champs-Élysées Film Festival 2020
- Prix du jury lycéen au festival Écrans documentaires 2020
- Mention spéciale du jury professionnel au Festival Filmer le travail 2021